# Codonorchideae
Codonorchideae es una tribu de plantas perteneciente a la subfamilia Orchidoideae dentro de la familia Orchidaceae. La tribu es monotípica (incluye un solo género) con dos especies.
Estas son orquídeas de hábitos terrestres que se distribuyen por las regiones templadas y subtropicales.
Codonorchideae caracteriza por tener raíz tuberosa con forma de dedo y un tallo  con varias hojas. 

## Géneros
- Codonorchis